# Злобинка (Пензенская область)
Злобинка — село в Пензенской области, входит в Яснополянское сельское поселение Кузнецкого района.

## География
2 км к северу от сельсовета.

## История
Основана в 1920-е годы как одноименная сельскохозяйственная артель.

## Демография
Численность населения в 1959 – 100, 1979 – 212, 1989 – 266, 1996 – 274, 2004 - 255, 2007 - 246 жителя.

## Видео
- Село Злобинка — снято впервые! Кузнецкий район (24.08.2022)